# Liste des camps annexes du KL-Natzweiler-Struthof
 (février 2025).
La mise en forme du texte ne suit pas les recommandations de Wikipédia : il faut le « wikifier ».
Les points d'amélioration suivants sont les cas les plus fréquents. Le détail des points à revoir est peut-être précisé sur la page de discussion.
- Les titres sont pré-formatés par le logiciel. Ils ne sont ni en capitales, ni en gras.
- Le texte ne doit pas être écrit en capitales (les noms de famille non plus), ni en gras, ni en italique, ni en « petit »…
- Le gras n'est utilisé que pour surligner le titre de l'article dans l'introduction, une seule fois.
- L'italique est rarement utilisé : mots en langue étrangère, titres d'œuvres, noms de bateaux, etc.
- Les citations ne sont pas en italique mais en corps de texte normal. Elles sont entourées par des guillemets français : « et ».
- Les listes à puces sont à éviter, des paragraphes rédigés étant largement préférés. Les tableaux sont à réserver à la présentation de données structurées (résultats, etc.).
- Les appels de note de bas de page (petits chiffres en exposant, introduits par l'outil «  Source ») sont à placer entre la fin de phrase et le point final[comme ça].
- Les liens internes (vers d'autres articles de Wikipédia) sont à choisir avec parcimonie. Créez des liens vers des articles approfondissant le sujet. Les termes génériques sans rapport avec le sujet sont à éviter, ainsi que les répétitions de liens vers un même terme.
- Les liens externes sont à placer uniquement dans une section « Liens externes », à la fin de l'article. Ces liens sont à choisir avec parcimonie suivant les règles définies. Si un lien sert de source à l'article, son insertion dans le texte est à faire par les notes de bas de page.
- La présentation des références doit suivre les conventions bibliographiques. Il est recommandé d'utiliser les modèles {{Ouvrage}}, {{Chapitre}}, {{Article}}, {{Lien web}} et/ou {{Bibliographie}}. Le mode d'édition visuel peut mettre en forme automatiquement les références.
- Insérer une infobox (cadre d'informations à droite) n'est pas obligatoire pour parachever la mise en page.

Pour une aide détaillée, merci de consulter Aide:Wikification.
Si vous pensez que ces points ont été résolus, vous pouvez retirer ce bandeau et améliorer la mise en forme d'un autre article.
Le KL Natzweiler-Struthof (Konzentrationslager), aujourd'hui nommé Camp de concentration de Natzweiler-Struthof, administrait un réseau d'environ 70 camps annexes, situés en Allemagne, en Alsace et Moselle annexées ainsi qu'en France occupée (un camp).
Même après l’évacuation du camp principal en septembre 1944, les camps annexes ont continué de fonctionner sur la rive droite du Rhin et même de se développer jusqu'à leur dissolution au printemps 1945.
| Camps annexes du KL Natzweiler-Struthof (classement géographique) |                              |                                   |                  |                   |                                                                           |
| Pays                                                              | Département                  | Camps Annexes                     | Date d'ouverture | Date de fermeture | Activités                                                                 |
| FRANCE                                                            | Alsace (annexée)             | Cernay (Sennheim)                 | 31/03/1944       | 30/09/1944        | Construction caserne de formation pour la SS                              |
| FRANCE                                                            | Alsace (annexée)             | Colmar                            | 30/08/1944       |                   | Industrie de Guerre                                                       |
| FRANCE                                                            | Alsace (annexée)             | Mulhouse                          | 04/09/1944       | 29/09/1944        | Pièces détachées pour la Sté Elmag                                        |
| FRANCE                                                            | Alsace (annexée)             | Obernai                           | 15/12/1942       | 22/11/1944        | Travaux à l'école de la Waffen-SS féminine                                |
| FRANCE                                                            | Alsace (annexée)             | Sainte-Marie-aux-Mines (Markirch) | 01/03/1944       | 01/09/1944        | Moteurs d'avion BMW (dans tunnel)                                         |
| FRANCE                                                            | Alsace (annexée)             | Urbès (de)                        | 23/03/1944       | 01/09/1944        | Moteurs d'avion Daimler-Benz (dans tunnel)                                |
| FRANCE                                                            | Moselle (annexée)            | Audun le Tiche                    | 01/08/1944       | 03/09/1944        | Industries enterrées, tunnels et mines                                    |
| FRANCE                                                            | Moselle (annexée)            | Hayange (Ebange)                  | 24/08/1944       | 02/09/1944        | Industrie de Guerre                                                       |
| FRANCE                                                            | Moselle (annexée)            | Peltre (sud de Metz)              | 31/03/1943       | 31/08/1944        | Construction d'une école de cavalerie SS                                  |
| FRANCE                                                            | Moselle (annexée)            | Queuleu (Metz) (de)               | 07/08/1943       | 31/08/1944        | Captivité et interrogatoire sous torture par la SS                        |
| FRANCE                                                            | Meurthe-et-Moselle (occupée) | Thil                              | 01/06/1944       | 01/09/1944        | en prévision de production enterrée de V1                                 |
| ALLEMAGNE                                                         | ALLEMAGNE                    | Bad Rappenau                      | 01/10/1944       | 28/03/1945        | Stockage de butins de la SS                                               |
| ALLEMAGNE                                                         | ALLEMAGNE                    | Bensheim                          | 11/09/1944       | 25/03/1945        | Industrie de Guerre                                                       |
| ALLEMAGNE                                                         | ALLEMAGNE                    | Bisingen                          | 24/08/1944       | 14/04/1945        |                                                                           |
| ALLEMAGNE                                                         | ALLEMAGNE                    | Calw                              | 13/01/1945       | 02/04/1945        | Industrie de Guerre, Camp de femmes                                       |
| ALLEMAGNE                                                         | ALLEMAGNE                    | Darmstadt                         | 31/08/1944       | 12/09/1944        | Industrie de Guerre                                                       |
| ALLEMAGNE                                                         | ALLEMAGNE                    | Dautmergen                        | 19/08/1944       | 18/04/1945        |                                                                           |
| ALLEMAGNE                                                         | ALLEMAGNE                    | Derdingen                         | fin 1944         | début 1945        | Industries enterrées, tunnels et mines                                    |
| ALLEMAGNE                                                         | ALLEMAGNE                    | Dernau/Ahr                        | été 1944         | 01/09/1944        | Industries enterrées, tunnels et mines                                    |
| ALLEMAGNE                                                         | ALLEMAGNE                    | Dormettingen                      | 01/01/1945       | 06/04/1945        |                                                                           |
| ALLEMAGNE                                                         | ALLEMAGNE                    | Echterdingen                      | 09/09/1944       | 21/01/1945        | Industrie de Guerre                                                       |
| ALLEMAGNE                                                         | ALLEMAGNE                    | Ellwangen                         | 28/06/1943       | 06/04/1945        | Au service de la SS                                                       |
| ALLEMAGNE                                                         | ALLEMAGNE                    | Erzingen                          | 01/03/1944       | 17/04/1945        |                                                                           |
| ALLEMAGNE                                                         | ALLEMAGNE                    | Frankfurt - Katzbach (de)         | 22/08/1944       | 08/10/1944        | Industrie de Guerre                                                       |
| ALLEMAGNE                                                         | ALLEMAGNE                    | Frommern (de)                     | 01/03/1944       | 13/04/1945        |                                                                           |
| ALLEMAGNE                                                         | ALLEMAGNE                    | Geisenheim                        | 29/11/1944       | fin mars 1945     | Industrie de Guerre, Camp de femmes                                       |
| ALLEMAGNE                                                         | ALLEMAGNE                    | Geislingen (de)                   | 25/07/1944       | 01/04/1945        | Travail forcé pour la WMF, camp de femmes                                 |
| ALLEMAGNE                                                         | ALLEMAGNE                    | Hailfingen (de)                   | 27/09/1944       | 01/04/1945        | Industrie de Guerre                                                       |
| ALLEMAGNE                                                         | ALLEMAGNE                    | Haslach (de)                      | 16/09/1944       | fin février 1945  | Industries enterrées, tunnels et mines                                    |
| ALLEMAGNE                                                         | ALLEMAGNE                    | Heidenheim                        | 10/12/1944       | 01/04/1945        | Au service de la SS                                                       |
| ALLEMAGNE                                                         | ALLEMAGNE                    | Heppenheim                        | 22/06/1943       | 22/03/1945        | Au service de la SS                                                       |
| ALLEMAGNE                                                         | ALLEMAGNE                    | Hessental                         | 15/10/1944       | 06/04/1945        | Industrie de Guerre                                                       |
| ALLEMAGNE                                                         | ALLEMAGNE                    | Iffezheim                         | 16/10/1943       | 10/04/1945        | Au service de la SS                                                       |
| ALLEMAGNE                                                         | ALLEMAGNE                    | Kochem                            | 14/03/1944       | 15/09/1944        | Industries enterrées, tunnels et mines                                    |
| ALLEMAGNE                                                         | ALLEMAGNE                    | Kochendorf                        | 30/09/1944       | 30/03/1945        | Industries enterrées, tunnels et mines                                    |
| ALLEMAGNE                                                         | ALLEMAGNE                    | Leonberg (de)                     | 10/04/1944       | 15/04/1945        | Industries enterrées, tunnels et mines                                    |
| ALLEMAGNE                                                         | ALLEMAGNE                    | Mannheim - Sandhofen              | 27/09/1944       | 20/03/1945        | Industrie de Guerre                                                       |
| ALLEMAGNE                                                         | ALLEMAGNE                    | Neckarbishofsheim                 | 01/09/1944       |                   | Industrie de Guerre                                                       |
| ALLEMAGNE                                                         | ALLEMAGNE                    | Neckarelz I                       | 21/03/1944       | 23/03/1945        | Industries enterrées, tunnels et mines                                    |
| ALLEMAGNE                                                         | ALLEMAGNE                    | Neckarelz II                      | 07/1944          | 23/03/1945        | Industries enterrées, tunnels et mines                                    |
| ALLEMAGNE                                                         | ALLEMAGNE                    | Neckargartach (de)                | 01/09/1944       | 06/04/1945        | Moteurs d'avions, armes lourdes (usine enterrée)                          |
| ALLEMAGNE                                                         | ALLEMAGNE                    | Neckargerach                      | 01/09/1944       | 01/04/1945        | Industries enterrées, tunnels et mines                                    |
| ALLEMAGNE                                                         | ALLEMAGNE                    | Neckarzimmern                     | 01/10/1944       | 01/03/1945        | Industries enterrées, tunnels et mines                                    |
| ALLEMAGNE                                                         | ALLEMAGNE                    | Neuenkirchen                      | 01/11/1944       |                   | Garage de la Kommandantur                                                 |
| ALLEMAGNE                                                         | ALLEMAGNE                    | Schömberg                         | 16/12/1943       | 17/04/1945        |                                                                           |
| ALLEMAGNE                                                         | ALLEMAGNE                    | Schörzingen (de)                  | 20/02/1944       | 18/04/1945        |                                                                           |
| ALLEMAGNE                                                         | ALLEMAGNE                    | Schwindratzheim                   | 01/09/1944       | 01/10/1944        | Industries enterrées, tunnels et mines                                    |
| ALLEMAGNE                                                         | ALLEMAGNE                    | Spaichingen                       | 26/09/1944       | 15/04/1945        | Industrie de Guerre                                                       |
| ALLEMAGNE                                                         | ALLEMAGNE                    | Unterriexingen (de)               | 01/11/1944       | 01/04/1945        | Industrie de Guerre                                                       |
| ALLEMAGNE                                                         | ALLEMAGNE                    | Vaihingen                         | 09/08/1944       | 08/04/1945        | Accueil malades et morts d'autres camps (projet usine enterrée abandonné) |
| ALLEMAGNE                                                         | ALLEMAGNE                    | Walldorf (en)                     | 22/08/1944       | 23/11/1944        | Travaux sur les pistes de l'aéroport de Francfort                         |
| ALLEMAGNE                                                         | ALLEMAGNE                    | Wiesendorf (de)                   | 02/10/1944       | 02/1945           | Vilebrequins pour moteur d'avion (usine enterrée)                         |